# Hans-Insel
Die Hans-Insel (grönländisch Tartupaluk, Inuktitut ᑕᕐᑐᐸᓗᒃ Tartupaluk, dänisch Hans Ø, englisch Hans Island, französisch Île Hans) ist eine kleine, unbewohnte und vegetationslose Insel in der Nares-Straße mit einer Fläche von etwa 1,25 km². Nach jahrzehntelangen Territorialstreitigkeiten zwischen Kanada und dem Königreich Dänemark – die als Whisky-Krieg bekannt geworden waren – wurde die Insel am 14. Juni 2022 zwischen beiden Staaten aufgeteilt. Die Grenze zwischen dem Königreich Dänemark und Kanada verläuft seitdem über die Insel. Der kanadische Teil gehört zur Region Qikiqtaaluk (Baffin) des Territoriums Nunavut, der dänische Teil zum Distrikt Qaanaaq der grönländischen Kommune Avannaata Kommunia.

## Geographie
Die Insel liegt 377 Kilometer nördlich des grönländischen Qaanaaq in der Mitte des Kennedy-Kanals, eines Teils der Nares-Straße, die sich zwischen dem kanadischen Ellesmere Island und Grönland erstreckt. Die Entfernung zur grönländischen Küste bei Graptolitnæs beträgt rund 16,7 km und zur Küste von Ellesmere Island bei Cape Back etwa einen Kilometer mehr. Die Hans-Insel ist die kleinste der drei Inseln im Kennedy-Kanal; die anderen sind Franklin Ø und Crozier Ø. Diese liegen deutlich näher an der grönländischen Küste und gehören unstrittig zu Grönland.

## Geschichte

### Benennung
Auf Grönländisch und Inuktitut trägt die Insel den Namen Tartupaluk („Erscheinung einer Niere“). Seit wann sie ihren dänischen und englischen Namen trägt, ist nicht sicher. Sie ist nach dem grönländischen Expeditionsteilnehmer Hans Hendrik benannt, der zwischen 1853 und 1883 an fünf Arktisexpeditionen teilnahm. Elisha Kent Kane benannte auf der ersten Expedition eine Insel nach ihm; es ist aber davon auszugehen, dass dies nicht die heutige Insel war, sondern eine Nebeninsel von Pikiulersuaq (Littleton Island). Charles Francis Hall benutzte den Namen anschließend bei seiner Expedition von 1871 bis 1873, an der Hans Hendrik ebenfalls teilnahm, für die heutige Hans-Insel, möglicherweise in dem Glauben, dass es dieselbe Insel wäre, die Kane 20 Jahre zuvor benannt hatte. Es ist nicht sicher, ob Kane die Insel in den 1850er-Jahren sichtete.

### Erste Beanspruchung
Kanada beanspruchte die Insel rückwirkend seit 1880, als das Vereinigte Königreich die unbeanspruchten arktischen Gebiete an Kanada übergab. Dänemark beanspruchte ab 1920 ganz Grönland, was international unter anderem vom Vereinigten Königreich für das zugehörige Kanada anerkannt wurde. Etwa zu dieser Zeit entstanden auch erstmals dänische Karten, auf denen die Insel als Staatsgebiet markiert war. 1933 festigte der Ständige Internationale Gerichtshof den Anspruch Dänemarks über ganz Grönland. Die kleine, unbewohnte und unbedeutende Insel war jedoch nie eine Streitfrage. Während des Zweiten Weltkriegs betrieb Kanada kurzzeitig eine wissenschaftliche Station auf der Insel. 1950 erkannte das Canadian Permanent Committee for Geographical Names den Namen Hans Island offiziell an. 1953 errichtete der Kanadier Eric Fry auf der Insel einen Inuksuk und beanspruchte sie offiziell für Kanada.

### Konflikt über den Souveränitätsanspruch
Dass sich die Gebietsansprüche Kanadas und Dänemarks widersprachen, wurde erst bei einer Grenzziehung im Jahr 1973 bemerkt. Dabei wurden sich beide Seiten nicht einig und vertagten die Entscheidung über die Souveränität über die Insel. Auf der 1973 geschaffenen Karte liegt die Hans-Insel direkt auf der Grenze, die auf der Insel nicht gezogen wurde.
Anfang der 1980er-Jahre wurde von kanadischer Seite ein Lager für wissenschaftliche Untersuchungen errichtet. Aus Protest schickte Dänemark zur Abschreckung Militärflugzeuge über die Insel. 1984 setzte der dänische Grönlandminister Tom Høyem eine dänische Flagge auf der Insel; Kanada protestierte dagegen. Seither wurde die Insel regelmäßig von Kanadiern und Dänen besucht, wobei jedes Mal die jeweilige Nationalflagge durch die eigene ersetzt wurde und zudem eine Flasche landesüblicher Spirituosen gegen die vorher hinterlegte Flasche getauscht wurde, weshalb dieser Konflikt auch „Whisky War“ genannt wird.

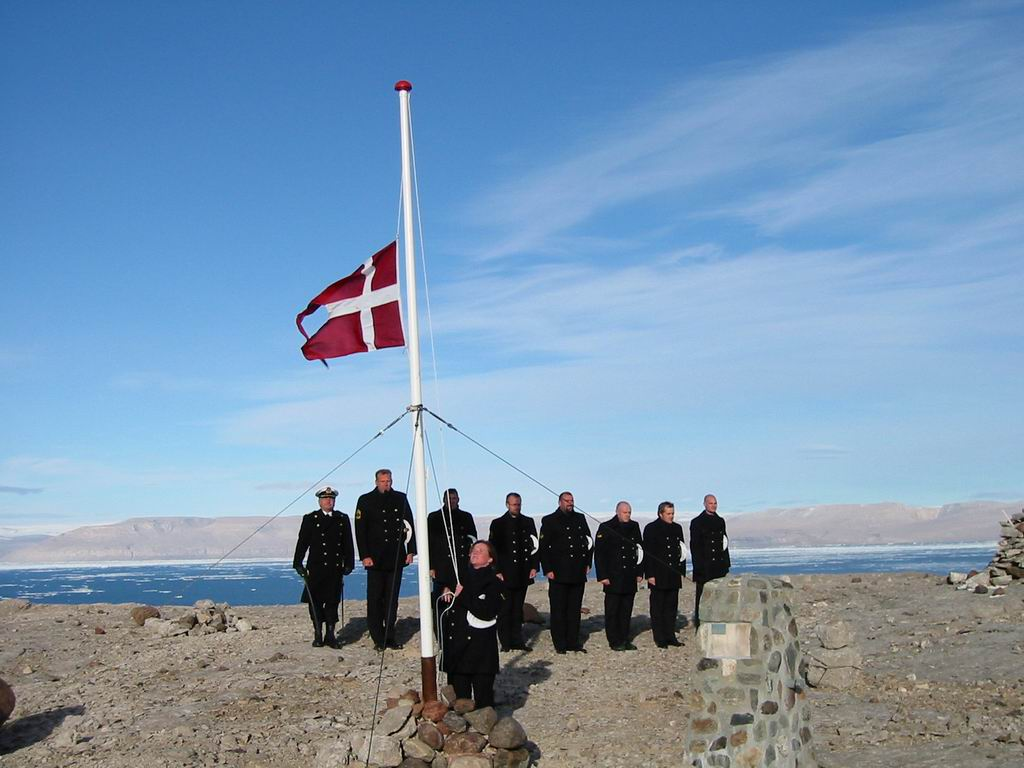
Hissen der dänischen Orlogsflag, 2003

Nachdem die Flagge in immer kürzeren Abständen ausgetauscht und die Insel von immer ranghöheren Vertretern der jeweiligen Staaten besucht wurde, einigten sich der dänische Außenminister Per Stig Møller und sein kanadischer Kollege Pierre Pettigrew 2005 darauf, den Konflikt beilegen zu wollen. Der grönländische Außenminister Josef Motzfeldt sagte 2005 in Bezug auf die Bedeutung der kleinen Insel, dass sie wichtig für die Schifffahrt werden könnte, wenn die globale Erwärmung die Nares-Straße befahrbar macht. Zugleich würde die Souveränität über die Insel auch das Besitzrecht an möglichen Bodenschätzen darunter und in den umliegenden Gewässern mit sich führen. 2008 wurde von Dänemark und Kanada gemeinsam eine automatische Wetterstation auf der Insel errichtet. Bei der erneuten Ziehung einer Seegrenze im Jahr 2012 wurden sich beide Seiten wieder nicht über die Zugehörigkeit der Insel einig.

### Konfliktlösung
2015 schlugen der kanadische Jurist Michael Byers und der dänische Gesellschaftswissenschaftler Mikael Böss vor, dass Nunavut und Grönland die Insel als Kondominium gemeinsam verwalten sollten. Die Nares-Straße wird seit Jahrhunderten von den Inughuit als Jagdgebiet genutzt. 2018 einigten sich Dänemark und Kanada erneut darauf, die Streitfrage klären zu wollen, wofür eine Arbeitsgruppe gegründet wurde. Im Januar 2019 erteilte Kanada eine Lizenz zur Suche nach Rohstoffen auf der Insel; Dänemark protestierte dagegen.
Die Arbeitsgruppe beendete 2022 ihre Verhandlungen. Die kanadische Außenministerin Mélanie Joly, der dänische Außenminister Jeppe Kofod und der grönländische Regierungschef Múte B. Egede unterschrieben am 14. Juni 2022 in Ottawa einen Grenzvertrag, durch den die Hans-Insel entlang einer mittig gelegenen, in Nord-Süd-Richtung verlaufenden Schlucht aufgeteilt wurde. Der grönländische Teil östlich der rund 1,2 km langen Grenze ist etwas größer. Durch den Vertrag erhalten Kanada und das Königreich Dänemark jeweils eine zweite Landgrenze (neben der zu den USA bzw. zu Deutschland), Grönland eine erste.